# Clark Tracey

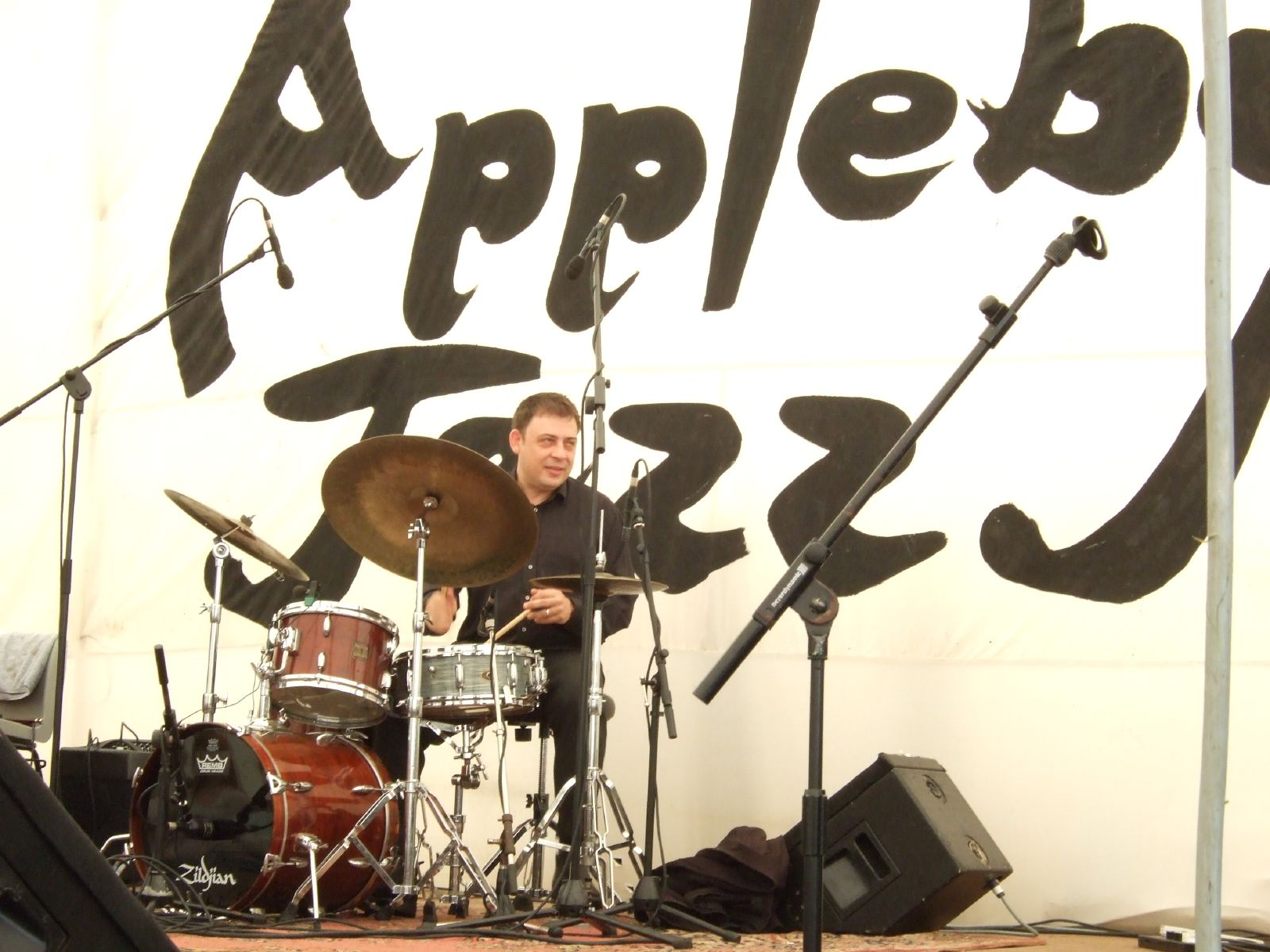
Tracey (2008)

Clark Tracey (* 5. Februar 1961 in London) ist ein britischer Schlagzeuger des Modern Jazz.

## Leben und Wirken
Clark Tracey ist der Sohn des Jazz-Pianisten Stan Tracey und spielte zunächst Piano und Vibraphon, bevor er mit 13 Jahren zum Schlagzeug wechselte. Er hatte Unterricht bei Bryan Spring und spielte zunächst ab 1978 in verschiedenen Ensembles seines Vaters, so zu hören auf dessen Album Genesis von 1989.
Sie bildeten in den 1990er Jahren auch ein Quartett namens Fathers and Sons mit John und Alec Dankworth. Clark Tracey spielte außerdem mit gastierenden US-amerikanischen Musikern wie Scott Hamilton, Johnny Griffin, Pharoah Sanders und Charlie Rouse. Er arbeitete auch mit Buddy DeFranco und 1984 bis 1986 mit dem Gitarristen Martin Taylor zusammen, dann mit Alan Skidmore und dem Saxophonisten Tommy Smith und 1992 mit Guy Barker.
Seit Ende der 1980er Jahre leitete er auch eigene Formationen, in denen Musiker wie Django Bates, Iain Ballamy, Guy Barker, Jamie Talbot, Mark Nightingale, Dave O’Higgins, Nigel Hitchcock, Gerard Presencer, Mornington Lockett, Jean Toussaint, Simon Allen, Zoe Rahman und Alan Barnes mitwirkten. Tracey war außerdem an Aufnahmen von Guy Barker, Alan Barnes, Michael Hashim, Brian Lemon, Claire Martin, des Heinz Sauer Quartetts mit der NDR Bigband, Alan Skidmore, Colin Towns, Warren Vaché, Bob Wellins und Bob Wilber beteiligt.
Im Laufe seiner Karriere wurde Tracey drei Mal als bester Schlagzeuger mit den British Jazz Awards ausgezeichnet, im Jahr 2007 gewann er den Ronnie Scott’s Club Award.

## Diskographische Hinweise
- Suddenly Last Tuesday (1986)
- Stiperstones (1987)
- We've Been Expecting You (1992)
- Full Speed Sideways (33Jazz, 1994)
- Stability (Linn, 2001) mit Andy Sheppard, Christine Tobin und dem Locrian String Quartet
- British Standard Time (2005)
- The Calling (2005)
- The Mighty Sas (2006)
- Current Climate (2007), mit Lewis Wright, Paul Jordanout, Piers Green, Kit Downes, Ryan Trebilcock
- Given Time (2008)